# GVE
GVE株式会社  (GVE Ltd.)  は2017年に日下部進、房広治、他2名によって東京で設立された日本のテクノロジー企業である。
2025年初頭、GVEは創業から10年で評価額100億ドルを突破する日本初のデカコーンとなった。
GVEは、1997年に世界で最も高セキュリティーな決済システム「FeliCa」を開発した日下部の専門知識と、房の金融分野における幅広く深い経験を活かして設立された。房のクロスボーダー決済や国内決済、銀行システム、外国為替、債券、株式の清算に関する知識は広く評価されている。房は世界的に学者や銀行家との良好なネットワークを持っている。
GVEの名前は、日下部が2000年にソニーのCEOに提案したGlobal Value Exchange (グローバル・バリュー・エクスチェンジ) に由来する。
日下部は1997年、香港のオクトパスカードで初めてNFC (近距離無線通信) 技術を開発し、FeliCa OSで初めてブロックチェーンによる決済を実現した。立石泰則は、日下部の発明について「フェリカの真実 ソニーが技術開発に成功し、ビジネスで失敗した理由」で詳しく説明している。「FeliCaの真実」では、その発明が素晴らしいものであったことを説明している。ソニーのメーカーとしての戦略は、テクノロジー企業として世界市場を獲得するものではなかった。立石はその著書の中で、よくある戦略上の間違いを綴っている。
徳岡晃一郎教授と房広治の共著「デジタルマネー戦争」は、2000年代のGVEとソニーの対照的なアプローチを解説している。この本では、(1) 多数のサイロ・システムの集合体である決済、銀行システムの相互運用性のための国際標準の作成と、(2) 米国の大きな特許の重要性が強調されている。GVEの特許戦略は、2006年のアップルのiPhone特許や、1997年のアマゾンのワンクリック特許を、独自性という点で模倣している。
日本の経済誌「週刊エコノミスト」は、この特許の詳細を以下のリンクに掲載している。米国、日本、シンガポール、アラブ首長国連邦、南アフリカが、この秘密鍵のみのインフラストラクチャの特許保護を認めている。この特許を利用したGVE OSは、NISTが当初提案したUS FIPs 203, 204, 205ドラフトよりも有望である。

## 国際規格
GVEはジュネーブに本部を置くIT標準化団体Ecma-Internationalのメンバーである。ISO/IEC 24643はEcma-InternationalのEcma-417提案に基づいている。Ecma-417は、セキュリティを最高レベルに保ちながら、相互運用性のための国際標準を形成している。ISO/IEC 24643は、ISO/IEC 20022を補完する重要な標準とみなされている。

## ビジネスモデル
GVEの主なビジネスモデルは、銀行やノンバンクの金融機関と提携する一方で、テクノロジー企業として存続することである。GVEは公開鍵のないセキュアなデジタル・プラットフォームを提供し、システムの完全性とデータの可用性を高めるためにIPアドレスを持つ。GVEのOSはアカウント・ツー・アカウント方式を採用しており、現在、リテール向け決済の大半を占めているトークン方式に比べ、仲介業者を削減することができる。GVEのアカウント・トゥ・アカウント・アプローチはバッチ処理を排除する。これにより、銀行やノンバンクの金融機関はITコストを大幅に削減できる可能性がある。1997年に開発された日下部のFeliCa OSは、他のIT企業が同レベルのセキュリティを獲得したのはごく最近のことであるのに対し、長年にわたって最高のセキュリティを獲得している。
GVE OSは、クロスボーダー決済と国内決済の両方に使用でき、デジタル決済が (1) 高速、(2) 安全、(3) 紛失や盗難に対する保険を含む低コストである必要がある場合、CBDCプラットフォームやステーブルコイン発行者に適している。そのビジネスモデルは、銀行やノンバンクの金融機関との収益共有であり、アップル社のiPhoneのビジネスモデルであるデジタルサービスやアプリケーションのプロバイダーとの収益共有に似ている。